# 康珠美
康珠美（韓語：강주미，1987年6月10日—）是一位南韓小提琴家，第8屆（2010年）印第安納波利斯國際小提琴大賽首獎得主。

## 早年
康珠美的父親Philp Kang是一位男高音，專擅華格納作品，她的母親Han Min-hee則是一位女高音。康珠美三歲習琴，一年後進入曼海姆音樂院就讀，與Valery Gradov學習（Frank Peter Zimmermann是她的師兄）。五歲時康珠美遷至吕贝克，向Zakhar Bron習琴，並首次演出協奏曲。德國《时代周报》以「神童」為題，將六歲的康珠美選為封面人物。七歲時，她獲得茱莉亞音樂院的全額獎學金。然而在十一歲時，康珠美遭遇一次嚴重的手傷，使她多年無法演奏。十六歲時康珠美在韓國藝術綜合學校同時取得學士和碩士學位，求學期間持續參與多個國際比賽。2011年至2013年間，她在慕尼黑音樂院向Christoph Poppen習琴。

## 職業生涯
康珠美在五歲時與漢堡交響樂團同台，是她的初登場。她的得獎經歷豐富，最著名者是2010年第8屆印第安納波利斯國際小提琴大賽的首獎。
康珠美所合作的樂團包括科隆室內樂團、波羅的海室內樂團、鹿特丹愛樂樂團、比利時國家樂團、瑞士羅曼德管弦樂團、新澤西交響樂團、印第安納波利斯交響樂團、聖塔菲交響樂團、馬林斯基劇院樂團、NHK交響樂團、東京大都會交響樂團、新日本愛樂樂團、香港小交響樂團、NCPA管弦樂團、北京（樂團）、澳門交響樂團、臺北市立交響樂團、漢堡交響樂團、基爾愛樂樂團、尼斯愛樂樂團、亞特蘭大交響樂團、首爾愛樂樂團、KBS交響樂團、韓國室內樂團等。她並且與著名指揮如瓦列里·捷杰耶夫、Lionel Bringuier、弗拉基米尔·费多谢耶夫、Andrey Boreyko、Christoph Poppen、Vladimir Spivakov、尤里·捷米爾卡諾夫、基東·克雷默、吉博·瓦格、吕嘉、鄭明勳、Heinz Holliger以及山田和樹等人合作演出。

## 獲獎與榮譽
- 2007年：Tibor Varga国际小提琴比赛三等奖
- 2009年：首尔国际音乐比赛一等奖
- 2009年：约瑟夫约阿希姆汉诺威国际小提琴比赛二等奖
- 2010年：印第安纳波利斯国际小提琴比赛一等奖（和五项特别奖）
- 2010年：仙台国际音乐比赛一等奖
- 2012年：大元音乐奖
- 2014年：锦湖年度音乐人
- 2015年：柴可夫斯基國際音樂比賽四等奖[1][3][4][5][6][7]

## 商業錄音
康珠美在九歲時錄製了貝多芬的三重協奏曲（Teldec），2011年發行個人首張獨奏作品選（Decca）。她的第二張專輯（2016年）則是舒曼、布拉姆斯的奏鳴曲、羅曼曲作品，與鋼琴家Yeol Eum Son合作。2020年完成全本貝多芬奏鳴曲錄音，獲得好評。她的錄音作品還有：
- 2011年： 《摩登独奏》 （达艺经典）
- 2016年： 《舒曼·勃拉姆斯奏鸣曲·浪漫曲》 （达艺经典） [4]

## 外部連結
- 官方网站
- 康珠美的Instagram帳戶